# Tibouchina dissitiflora
Tibouchina dissitiflora är en tvåhjärtbladig växtart som beskrevs av John Julius Wurdack. Tibouchina dissitiflora ingår i släktet Tibouchina och familjen Melastomataceae. Inga underarter finns listade i Catalogue of Life.